# Runcinioides
Runcinioides es un género de arañas cangrejo de la familia Thomisidae. Fue descrito por el brasileño Cândido Firmino de Mello-Leitão.

## Especies
- Runcinioides argenteus Mello-Leitão, 1929
- Runcinioides litteratus (Piza, 1933)
- Runcinioides pustulatus Mello-Leitão, 1929
- Runcinioides souzai Soares, 1942